# Fiorano (Roma)
Fiorano è il nome di una località della campagna romana posta a sud di Roma, nella zona XXIII detta di Castel di Leva.

## Storia
Noto sin dal X secolo come Massa Floriana e Florano, il casale inglobava i resti di una villa di età imperiale con annessa struttura termale; già di proprietà del monastero di San Saba, venne confermata da papa Gregorio VII nel 1081 tra gli altri numerosi possedimenti all'abbazia di San Paolo fuori le mura cui risultava appartenere già nel 1024 come territorio incluso nel Patrimonium Appiae.
Nel 1268 per necessità finanziarie dovute all'acquisto di una quota del Castrum Raiani, venne ceduta ai monaci di Santa Balbina unitamente alla torre, il castello, il palazzo e le case che vi erano comprese ed incluso il casale denominato Castiglione o Castellano odierno Castel di Leva. Nel 1378 dopo essere stato recuperato, venne ceduto probabilmente in enfiteusi a Giordano Orsini signore di Marino, rimanendone il monastero proprietario che ne risulta ancora possessore per metà nel 1393, mentre nel 1398 metà è posseduto dagli eredi di Giovanni Judicis Angeli e l'altra metà dai Maddaleni.

Al monastero di San Paolo rimase ancora in proprietà fino al 1527 quando dovette essere ceduto definitivamente all'Arciconfraternita dell'Annunziata per versare la contribuzione imposta dalle truppe imperiali di Carlo V. Durante la seconda metà del secolo XVI tuttavia alcune quote risultano di proprietà dei Frangipane e dei De Rossi.
Pochi decenni dopo il territorio subì dei frazionamenti da cui derivarono i toponimi e i rispettivi casali o tenute di Fiorano, Fioranello e Cornacchiola. Agli inizi del XVII secolo ne erano proprietari i Gesuiti, i Gabrielli e Ciriaco Mattei.
A fine Settecento la sola tenuta di Fiorano apparteneva ancora alla Santissima Annunziata e Monastero della Purificazione con una estensione di 571 rubbia pari a circa 1.028 ettari e confinava oltre che con il territorio di Marino, con le tenute di Falcognana, Castel di Leva, Selce e Torricola. La confinante tenuta di Fioranello apparteneva nello stesso periodo alla famiglia Muti.

La tenuta di Fiorano venne successivamente ceduta ai Boncompagni Ludovisi che in parte ancora la possiedono e coltivano a vigneto; le tenute di Fioranello e Cornacchiola vennero acquisite nel luglio del 1927 dalla famiglia Del Gallo di Roccagiovine per eredità dai Gabrielli.
Il territorio che conserva essenzialmente caratteri di ruralità, era attraversato dal fosso omonimo che aveva origine nel territorio di Marino dalle sorgenti dell'Acqua Ferentina, per gettarsi nel Tevere dopo essere confluito nel fosso di Tor di Valle.